# Jeff Judkins
Jeffrey Reed Judkins est un joueur et entraineur américain de basket-ball né le 23 mars 1956 à Salt Lake City dans l'Utah.
Jouant aux postes Ailier et meneur, il joue cinq saisons en NBA aux Celtics de Boston, au Jazz de l'Utah, aux Pistons de Détroit et aux Trail Blazers de Portland disputant 272 matchs (12,6 minutes par match) et marquant 1 482 points (5,4 par match) en saison régulière. En 1980, il dispute sept matchs de playoffs mais ne joue que 10 minutes (1,4 par match) et marque 9 points (1,3 par match). Les Celtics, après avoir battu les Rockets de Houston 4 à 0 en demi-finale de la Conférence Est, sont battus en finale de conférence par les 76ers de Philadelphie 4 à 1.
De 2001 à 2022, il entraine l'équipe féminine de basket-ball de l'université Brigham Young les BYU Cougars.

## Honneur
Judkins joué au basket-ball à la Highland High School, à Salt Lake City, où son maillot n° 34 a été retiré le 16 février 2006. Après le lycée, il a joué avec les Utes de l'université de l'Utah sous l'entraîneur-chef Jerry Pimm (en).